# Квахврели
Квахврели (груз. ქვახვრელი) — село в Грузии, на территории Горийского муниципалитета края (мхаре) Шида-Картли.

## География
Село находится в центральной части Грузии, на правом берегу реки Куры, на расстоянии приблизительно 6 километров (по прямой) к востоку от города Гори, административного центра муниципалитета. Абсолютная высота — 559 метров над уровнем моря.

## Население
По результатам официальной переписи населения 2014 года, в Квахврели проживал 2091 человек (1012 мужчин и 1079 женщин). В национальной структуре населения грузины составляли 98,7 %, осетины — 0,8 %, армяне — 0,3 %.
| Год  | Население, человек |
| ---- | ------------------ |
| 2002 | 2374               |
| 2014 | ↘ 2091             |